# Kiwane Garris
Kiwane Garris (Chicago, 24 settembre 1974) è un ex cestista statunitense, professionista nella NBA, in Europa e in Sudamerica.

## Carriera
Kiwane frequenta la high school del Westinghouse Vocational a Chicago, nell'Illinois.
Dopo aver finito la high school, va a frequentare la University of Illinois di Chicago, università che il 12 settembre 2008 gli ha consegnato un'importante onorificenza, alla quale Kiwane tiene moltissimo.
Esce dal college nel 1996, e nella stagione 1997-98 gioca per i Grand Rapids Hoops nella CBA e per i Denver Nuggets nella NBA.
Nel 1998-99 gioca in Germania, nell'Alba Berlino, squadra in cui disputa una stagione piena. Gioca sempre in Germania nella stagione successiva, nella lega minore con la squadra del Lichterfelde, ma apre delle brevi parentesi nuovamente con i Grand Rapids Hoops nella CBA e per gli Orlando Magic nella NBA.
Nel 2000-01 viene ingaggiato dalla squadra turca del Beşiktaş, dai Gary Steelheads, dai New Mexico Slam e dalla squadra francese dell'Évreux, giocando in squadra con l'ala Jamie Arnold, ex Maccabi Tel Aviv e neoacquisto della Virtus Bologna.

### L'arrivo In Italia
Nella stagione 2001-02 prova l'esperienza in Europa, venendo a giocare in Italia per la Virtus Ragusa nella Legadue, insieme a Darryl Wilson. Con la squadra sicula, Kiwane disputa 36 partite con 15,5 punti con un high di 27 e con il 52% da 2 punti e il 40% da 3 punti e il 90% dalla lunetta, catturando 4,5 rimbalzi, recuperando circa 3 palloni e servendo 3 assist.
La stagione successiva, il 2002-03, si apre con una brevissima parentesi con la squadra polacca del Komfort Stargard Szczecinski, ma ritorna subito in Italia, firmando per la Robur Osimo in A2, in squadra con Sylvester Gray e Óscar Chiaramello. Ad Osimo gioca 21 partite a 19 punti di media con un high di 35 contro la Cimberio Novara e catturando 4 rimbalzi in 33 minuti di media.
Nella stagione 2004-05 viene firmato dalla Bipop Carire Reggio Emilia, in cui Kiwane dimostra di essere uno dei principali artefici della promozione nella Lega Basket Serie A, tanto da essere confermato anche l'anno dopo. Con la squadra emiliana Kiwane viaggia a 15,5 punti con il 55% da due e con il 40% da tre, con medie sempre più alte, catturando 4 rimbalzi, recuperando 4 palloni e servendo 3 assist in 35 minuti scarsi sul parquet. La stagione successiva, sempre con la squadra reggiana, grazie ad un gran roster formato da Marco Mordente, Angelo Gigli, Marcelo Damião, Paul McPherson, Stefano Attruia e molti altri riescono ad entrare sorprendentemente nelle Final Eight superando il turno dei quarti di finale e della semifinale, trovando in finale la Benetton Treviso di coach Ettore Messina, con una squadra davvero formidabile composta da Ramūnas Šiškauskas, Andrea Bargnani, Denis Marconato, Matteo Soragna, Marcus Goree, Massimo Bulleri, David Bluthenthal e moltissimi altri. Kiwane si dimostra comunque il giocatore migliore della squadra di Reggio Emilia mettendo a referto 16,2 punti con un high di 32 con il 45% da due e il 40% da tre, catturando 4 rimbalzi, recuperando 3 palloni e servendo 4 assist in poco più di 35 minuti a partita.
Nella stagione 2005-06 gioca per la Fortitudo Bologna, segnando 9,3 punti con il 35% da due e il 50% da tre, con 3 rimbalzi, 2 palle recuperate e 3 assist di media giocando 26 minuti a incontro. Kiwane gioca anche i play-off con la squadra bolognese a 9,3 punti, 3 rimbalzi, 2 recuperi e 3 assist, inclusa una prestazione di Kiwane che ha dato coraggio e fatto sentire la sua importanza all'interno della squadra.
Stranamente la Fortitudo Bologna non lo riconferma e quindi viene subito ingaggiato dall'Olimpia Milano per la stagione 2006-07, a fianco di giocatori del calibro di Joseph Blair, Danilo Gallinari, Massimo Bulleri, Dante Calabria e molti altri. A Milano segna 11 punti con il 50% da due e il 33% da tre, catturando 3 rimbalzi, recuperando 2 palloni, servendo 3 assist e subendo 5 falli a partita in meno di 30 minuti. Con la squadra lombarda disputa anche degli ottimi play-off a 13 punti con il 61% da due e il 50% da tre, prendendo 3 rimbalzi, rubando 2 palle e servendo 3 assist a partita. In gara-2 delle semifinali a Bologna, nella serie contro la Virtus Bologna, Kiwane ha sfoderato una prestazione perfetta: segnando 33 punti con un 6 su 8 da due punti, un 4 su 4 da tre punti, 9 su 10 dai tiri liberi, catturando 5 rimbalzi, recuperando 4 palle, servendo 2 assist, subendo 8 falli in 38 minuti per un totali di 46 in valutazione.
La stagione 2007-08 la gioca per la Premiata Montegranaro, in squadra con Valerio Amoroso, Luca Vitali, Sharrod Ford, Jobey Thomas, Ricky Minard e molti altri.
A Montegranaro gioca 33 partite di regular season a 11 punti con il 50% da due e il 42% da tre, catturando 3 rimbalzi, recuperando 2 palloni e servendo 3 assist in 28 minuti di media. Con la Sutor Basket Montegranaro gioca i quarti di finale dei playoffs contro la sua ex squadra Olimpia Milano a 12 punti con il 40% da due e da tre, con 3 rimbalzi e 3 assist di media in 30 minuti.
Nella stagione 2008-09 Kiwane gioca ancora per la Premiata Montegranaro dove con 13,7 punti e 2,5 assist per partita risulterà essere fondamentale per la salvezza dei marchigiani guidati da Alessandro Finelli.
Nell'estate del 2009 viene ingaggiato dalla Reyer Venezia in Legadue.

## Vita
Garris è sposato con la cantante R&B Syleena Johnson, con la quale ha avuto due figli. In un'intervista ha dichiarato che l'Italia è "la sua casa lontano da casa".

## Palmarès
- Campionato tedesco: 1

Alba Berlino: 1998-1999
- Coppa di Germania: 1

Alba Berlino: 1999
- Supercoppa italiana: 1

Fortitudo Bologna: 2005

## Statistiche nel Campionato italiano
Dati aggiornati al 23 marzo 2011
| Stagione        | Squadra                    | Competizione    | Partite | Partite | Partite | Statistiche tiro | Statistiche tiro | Statistiche tiro | Altre statistiche | Altre statistiche | Altre statistiche | Altre statistiche | Altre statistiche |
| Stagione        | Squadra                    | Competizione    | Pres.   | Titol.  | Minuti  | Tiri da 2        | Tiri da 3        | Liberi           | Rimb.             | Assist            | Rubate            | Stopp.            | Punti             |
| --------------- | -------------------------- | --------------- | ------- | ------- | ------- | ---------------- | ---------------- | ---------------- | ----------------- | ----------------- | ----------------- | ----------------- | ----------------- |
| 2001-2002       | Virtus Ragusa              | Legadue         | 36      | 36      | 1312    | 110/213          | 57/151           | 168/188          | 152               | 79                | 86                | 1                 | 559               |
| 2002-2003       | Porte Garofoli Osimo       | Legadue         | 21      | 21      | 728     | 84/152           | 30/84            | 143/178          | 76                | 29                | 52                | 0                 | 401               |
| 2003-2004       | Bipop Carire Reggio Emilia | Legadue         | 32      | 32      | 1123    | 105/193          | 54/136           | 121/144          | 120               | 72                | 64                | 0                 | 493               |
| 2004-2005       | Bipop Carire Reggio Emilia | Serie A         | 32      | 31      | 1140    | 88/200           | 61/164           | 141/166          | 121               | 106               | 63                | 0                 | 500               |
| 2005-2006       | Climamio Bologna           | Serie A         | 47      | 47      | 1299    | 48/115           | 79/176           | 99/125           | 107               | 122               | 72                | 1                 | 432               |
| 2006-2007       | Armani Jeans Milano        | Serie A         | 42      | 42      | 1263    | 84/162           | 48/138           | 154/193          | 100               | 94                | 59                | 0                 | 466               |
| 2007-2008       | Premiata Montegranaro      | Serie A         | 38      | 38      | 1118    | 64/132           | 55/136           | 111/130          | 81                | 92                | 59                | 1                 | 404               |
| 2008-2009       | Premiata Montegranaro      | Serie A         | 30      | 30      | 963     | 71/166           | 56/125           | 102/119          | 53                | 75                | 37                | 1                 | 412               |
| 2009-2010       | Reyer Venezia              | Legadue         | 18      | 18      | 568     | 50/108           | 22/63            | 82/97            | 58                | 55                | 29                | 0                 | 248               |
| Totale carriera | Totale carriera            | Totale carriera | 296     | 295     |         |                  |                  |                  |                   |                   |                   |                   | 3915              |